# Punta Open 2020 - Doppio
Il doppio del torneo di tennis professionistico Punta Open 2019, facente parte della categoria Challenger 80 nell'ambito dell'ATP Challenger Tour 2019, si è giocato dal 21 al 27 gennaio a Punta del Este, in Uruguay.
Guido Andreozzi e Guillermo Durán erano i campioni in carica, ma solo Durán ha deciso di partecipare al torneo in coppia con Mariano Kestelboim, venendo però eliminati al primo turno da Facundo Mena e Camilo Ugo Carabelli.
In finale Orlando Luz e Rafael Matos hanno sconfitto Juan Manuel Cerúndolo e Thiago Agustín Tirante con il punteggio di 6–4, 6–2.

## Teste di serie
1. Orlando Luz /  Rafael Matos (campioni)
2. Diego Hidalgo /  Felipe Meligeni Alves (semifinale)

1. Geoffrey Blancaneaux /  Pedro Sakamoto (primo turno)
2. Facundo Argüello /  Martín Cuevas (primo turno)

## Wild card
1. Juan Martín Fumeaux /  Emiliano Troche (primo turno)
2. Hernán Casanova /  Oscar José Gutierrez (quarti di finale)

1. Juan Manuel Cerúndolo /  Thiago Agustín Tirante (finale)

## Tabellone

### Legenda
| - Q = Qualificato - WC = Wild card - LL = Lucky loser | - ALT = Alternate - SE = Special Exempt - PR = Protected Ranking | - w/o = Walkover - r = Ritirato - d = Squalificato |

|  | Primo turno | Primo turno                   | Primo turno                   | Primo turno                   | Primo turno |  |  | Quarti di finale | Quarti di finale           | Quarti di finale           | Quarti di finale           | Quarti di finale           |    |    | Semifinali | Semifinali              | Semifinali              | Semifinali              | Semifinali              |   |   | Finale | Finale | Finale | Finale | Finale |  |
|  |             |                               |                               |                               |             |  |  |                  |                            |                            |                            |                            |    |    |            |                         |                         |                         |                         |   |   |        |        |        |        |        |  |
|  | 1           | O Luz R Matos                 | O Luz R Matos                 | 6                             | 6           |  |  |                  |                            |                            |                            |                            |    |    |            |                         |                         |                         |                         |   |   |        |        |        |        |        |  |
|  |             | G Clezar F Neis               | G Clezar F Neis               | 3                             | 2           |  |  | 1                | O Luz R Matos              | O Luz R Matos              | O Luz R Matos              | w/o                        |    |    |            |                         |                         |                         |                         |   |   |        |        |        |        |        |  |
|  | WC          | JM Fumeaux E Troche           | JM Fumeaux E Troche           | 62                            | 3           |  |  | WC               | H Casanova OJ Gutierrez    | H Casanova OJ Gutierrez    | H Casanova OJ Gutierrez    |                            |    |    |            |                         |                         |                         |                         |   |   |        |        |        |        |        |  |
|  | WC          | H Casanova OJ Gutierrez       | H Casanova OJ Gutierrez       | 7                             | 6           |  |  |                  |                            |                            |                            |                            |    |    | 1          | O Luz R Matos           | O Luz R Matos           | 7                       | 710                     |   |   |        |        |        |        |        |  |
|  | 4           | F Argüello M Cuevas           | F Argüello M Cuevas           | 4                             | 2           |  |  |                  |                            |                            | N Álvarez S Galdós         | N Álvarez S Galdós         | 65 | 68 |            |                         |                         |                         |                         |   |   |        |        |        |        |        |  |
|  |             | N Álvarez S Galdós            | N Álvarez S Galdós            | 6                             | 6           |  |  |                  | N Álvarez S Galdós         | N Álvarez S Galdós         | N Álvarez S Galdós         | w/o                        |    |    |            |                         |                         |                         |                         |   |   |        |        |        |        |        |  |
|  |             | C Taberner M Vilella Martínez | C Taberner M Vilella Martínez | C Taberner M Vilella Martínez |             |  |  |                  | F Cerúndolo JP Varillas    | F Cerúndolo JP Varillas    | F Cerúndolo JP Varillas    |                            |    |    |            |                         |                         |                         |                         |   |   |        |        |        |        |        |  |
|  |             | F Cerúndolo JP Varillas       | F Cerúndolo JP Varillas       | F Cerúndolo JP Varillas       | w/o         |  |  |                  |                            |                            |                            |                            |    |    | 1          | O Luz R Matos           | O Luz R Matos           | 6                       | 6                       |   |   |        |        |        |        |        |  |
|  |             | A Giannessi G Mager           | A Giannessi G Mager           | A Giannessi G Mager           |             |  |  |                  |                            |                            |                            |                            |    |    |            |                         | WC                      | JM Cerúndolo TA Tirante | JM Cerúndolo TA Tirante | 4 | 2 |        |        |        |        |        |  |
|  | WC          | JM Cerúndolo TA Tirante       | JM Cerúndolo TA Tirante       | JM Cerúndolo TA Tirante       | w/o         |  |  | WC               | JM Cerúndolo TA Tirante    | 3                          | 6                          | [10]                       |    |    |            |                         |                         |                         |                         |   |   |        |        |        |        |        |  |
|  |             | TM Etcheverry R Olivo         | 4                             | 6                             | [10]        |  |  |                  | TM Etcheverry R Olivo      | 6                          | 3                          | [8]                        |    |    |            |                         |                         |                         |                         |   |   |        |        |        |        |        |  |
|  | 3           | G Blancaneaux P Sakamoto      | 6                             | 4                             | [5]         |  |  |                  |                            |                            |                            |                            |    |    | WC         | JM Cerúndolo TA Tirante | JM Cerúndolo TA Tirante | 6                       | 6                       |   |   |        |        |        |        |        |  |
|  |             | F Mena C Ugo Carabelli        | F Mena C Ugo Carabelli        | 6                             | 6           |  |  |                  |                            | 2                          | D Hidalgo F Meligeni Alves | D Hidalgo F Meligeni Alves | 3  | 2  |            |                         |                         |                         |                         |   |   |        |        |        |        |        |  |
|  |             | G Durán M Kestelboim          | G Durán M Kestelboim          | 4                             | 4           |  |  |                  | F Mena C Ugo Carabelli     | F Mena C Ugo Carabelli     | 4                          | 4                          |    |    |            |                         |                         |                         |                         |   |   |        |        |        |        |        |  |
|  |             | P Cachin C Gómez-Herrera      | P Cachin C Gómez-Herrera      | 63                            | 3           |  |  | 2                | D Hidalgo F Meligeni Alves | D Hidalgo F Meligeni Alves | 6                          | 6                          |    |    |            |                         |                         |                         |                         |   |   |        |        |        |        |        |  |
|  | 2           | D Hidalgo F Meligeni Alves    | D Hidalgo F Meligeni Alves    | 7                             | 6           |  |  |                  |                            |                            |                            |                            |    |    |            |                         |                         |                         |                         |   |   |        |        |        |        |        |  |